# Dannemois
Dannemois ist eine französische Gemeinde mit 854 Einwohnern (Stand: 1. Januar 2022) im Département Essonne in der Region Île-de-France. Sie gehört zum Arrondissement Évry und ist Mitglied im Gemeindeverband Communauté de communes des 2 Vallées. Die Einwohner werden Dannemoisiens und Dannemoisiennes genannt.

## Geographie
Dannemois liegt etwa 47 Kilometer südsüdöstlich von Paris am Fluss École. Die Gemeinde liegt im Regionalen Naturpark Gâtinais français. Umgeben wird Dannemois von den Nachbargemeinden Soisy-sur-École im Norden und Nordosten, Cély im Osten, Courances im Südosten, Moigny-sur-École im Süden sowie Videlles im Westen.

## Bevölkerungsentwicklung
| Jahr                       | 1962 | 1968 | 1975 | 1982 | 1990 | 1999 | 2010 | 2019 |
| Rinwohner                  | 315  | 312  | 366  | 409  | 557  | 679  | 812  | 822  |
| Quellen: Cassini und INSEE |      |      |      |      |      |      |      |      |

## Sehenswürdigkeiten
- Kirche Saint-Mammès, ursprünglich aus dem 11./12. Jahrhundert, seit 1926 Monument historique
- Lavoir du Pont de Loutre, Waschhaus aus dem 19. Jahrhundert

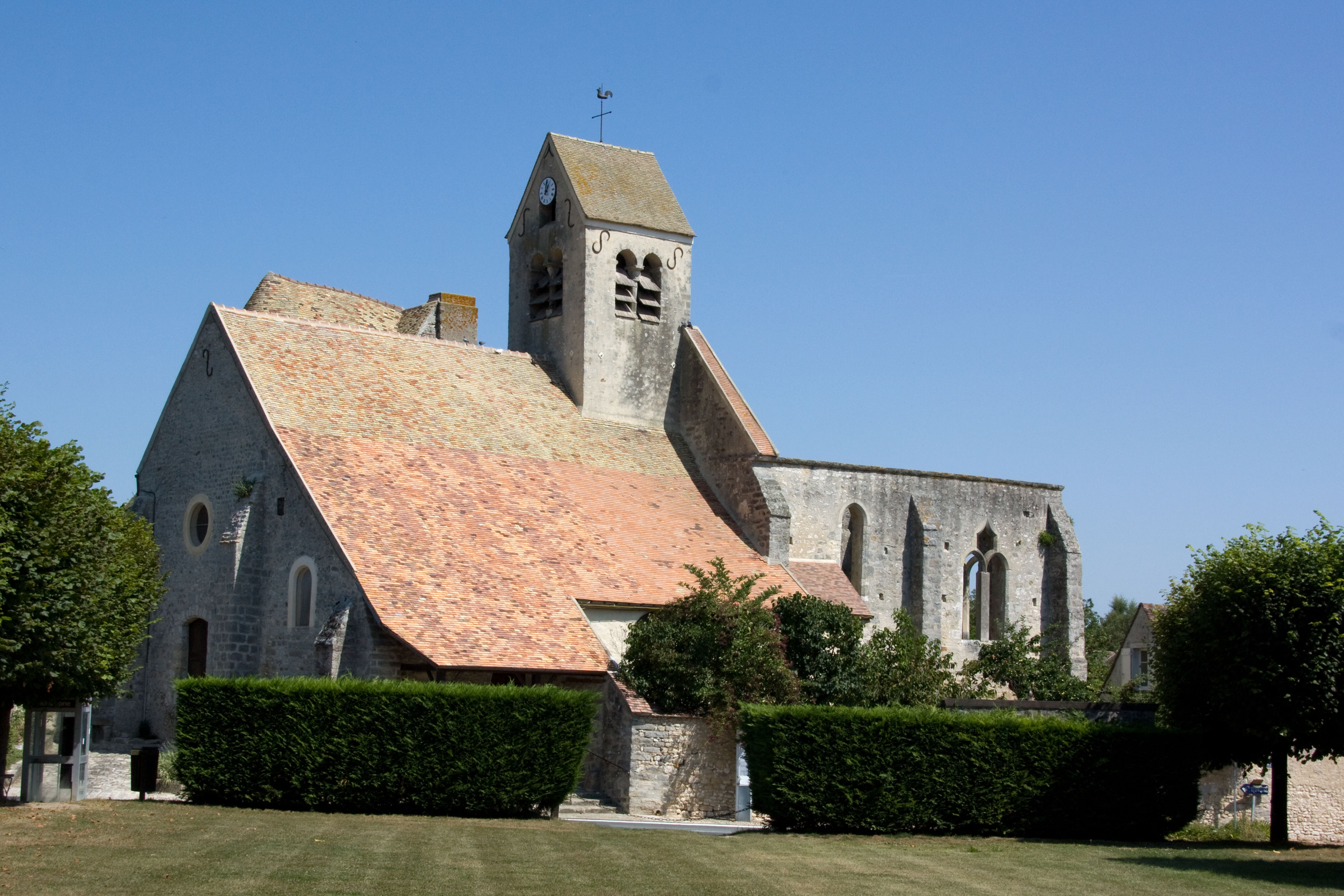
Kirche Saint-Mammès
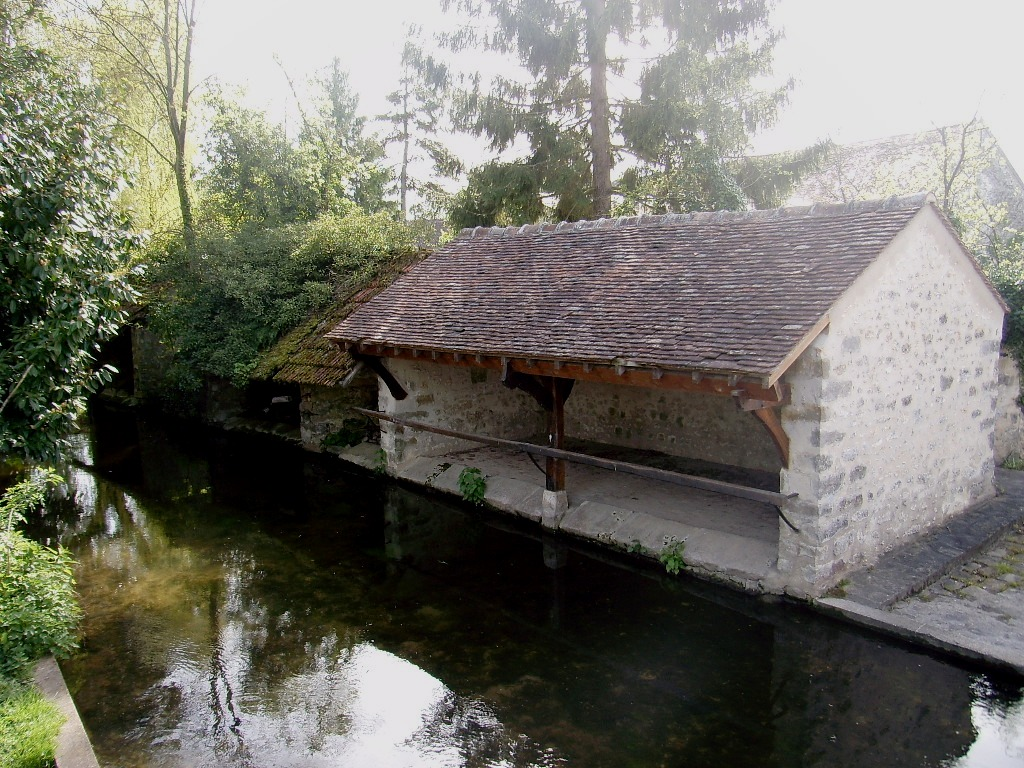
Waschhaus

## Persönlichkeiten
- Claude François (1939–1978), Sänger